# Tartans of Scottish Clans
Tartans of Scottish Clans er en britisk stumfilm fra 1906 af George Albert Smith.